# Sainthal
Sainthal è una suddivisione dell'India, classificata come nagar panchayat, di 13.390 abitanti, situata nel distretto di Bareilly, nello stato federato dell'Uttar Pradesh.